# Don't Stop the Music (album av Play)
Don't Stop the Music är ett studioalbum från 2004 av den svenska musikgruppen Play. Det är gruppens första album med sång från den då nya medlemmen Janet Leon, som ersatte grundarmedlemmen och sångaren Faye Hamlin. Faktum är att många av albumets spår från början har spelats in med Hamlin, eftersom många år senare släpptes en alternativ version av Another Love Story med hennes sång.

## Låtlista
| Nr  | Titel                                | Producer(s)                                     | Längd |
| --- | ------------------------------------ | ----------------------------------------------- | ----- |
| 1.  | everGirl                             | Hitvision                                       | 2:47  |
| 2.  | Don't Stop the Music                 | Peter Kvint                                     | 3:11  |
| 3.  | Every Little Step (med Aaron Carter) | Kvint, Danny O'Donoghue                         | 3:31  |
| 4.  | Girls Can Too                        | Godfrey, Padley                                 | 3:44  |
| 5.  | Hand in Hand                         | Godfrey, Padley, Cool Cat Chris                 | 3:37  |
| 6.  | You Found Me                         | Mann, Ric Wake, Richie Jones, Bähncke, Tromberg | 3:42  |
| 7.  | It's the Hard Knock Life             | Hitvision                                       | 3:13  |
| 8.  | Ain't No Mountain High Enough        | Hitvision                                       | 3:12  |
| 9.  | Seven                                | Kvint                                           | 3:12  |
| 10. | Another Love Story                   | Wake, Jones, Cool Cat Chris                     | 3:10  |